# Menchum

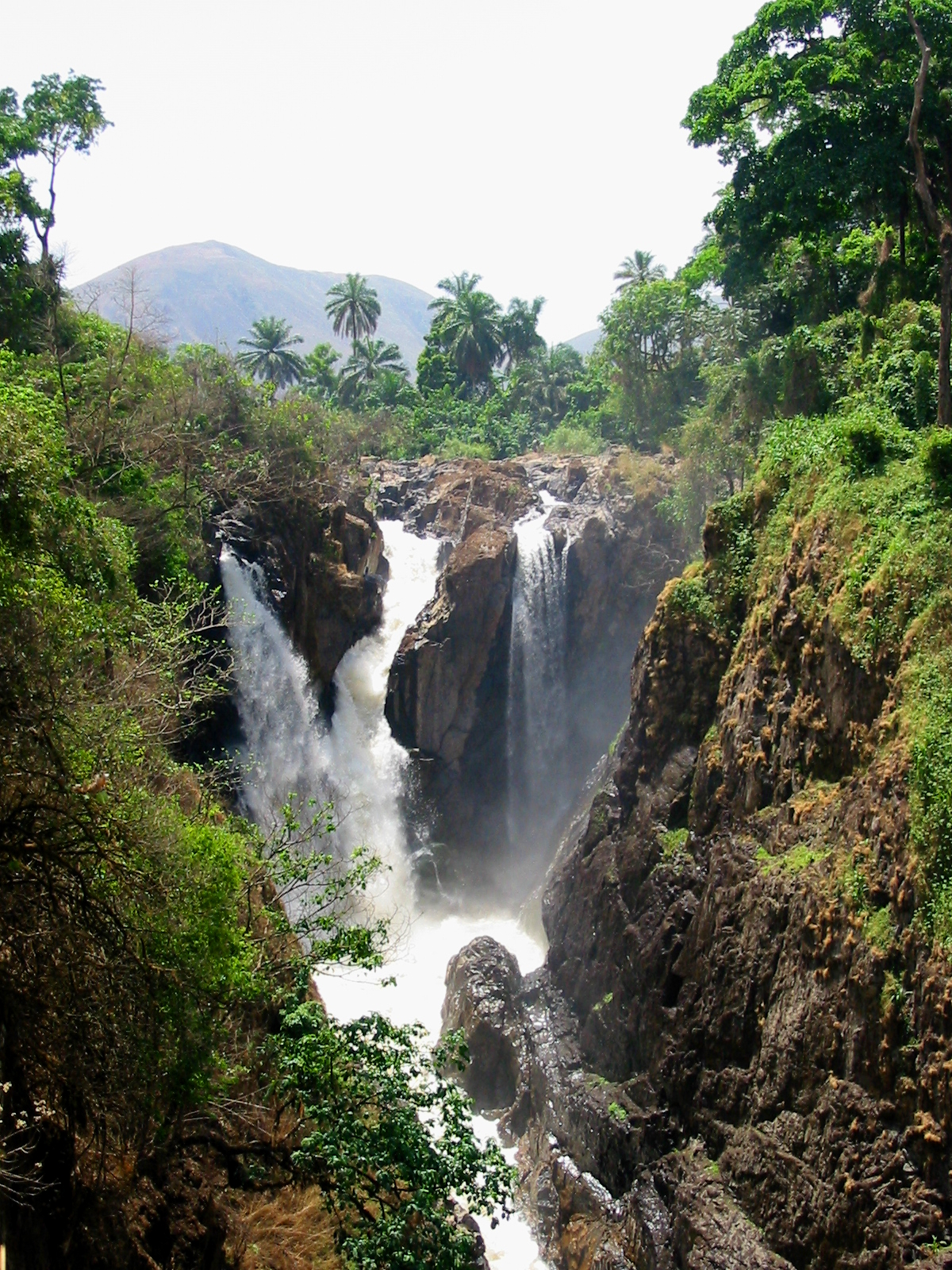
De watervallen van Menchum

Menchum is een departement in Kameroen, gelegen in de regio Nord-Ouest. De hoofdplaats van het departement is Wum. De totale oppervlakte bedraagt 4.469 km². Met 157.173 inwoners bij de census van 2001 leidt dit tot een bevolkingsdichtheid van 35 inw/km².

## Gemeenten
Menchum is onderverdeeld in vier gemeenten:
- Benakuma
- Furu-Awa
- Wum
- Zhoa